# Regalskeppet Venus (1667)
För andra betydelser, se Venus (olika betydelser).
Venus var ett svenskt örlogsfartyg och ett regalskepp som förekommer i svenska flottans rullor för året 1672. Hon byggdes på Bodekulls skeppsgård på Boön vid nuvarande Karlshamn och sjösattes 1667. Besättningen uppgick till 200 sjömän och 130 knektar, bestyckningen bestod av 62 kanoner. Hon byggdes under ledning av den engelske skeppsbyggnadsmästaren Thomas Day, tills denne slutade på varvet i april 1668. Venus ombyggdes 1685 och namnändrades till Finland.